# Mikel Vesga
Mikel Vesga (Vitoria-Gasteiz, 1993. április 8. –) spanyol labdarúgó, az Athletic Bilbao középpályása.

## Pályafutása
Vesga a spanyolországi Vitoria-Gasteiz városában született. Az ifjúsági pályafutását a helyi Aurrerá akadémiájánál folytatta.
2012-ben mutatkozott be az Aurrerá felnőtt keretében. 2013-ban az Alavés B, majd 2014-ben a Bilbao Athletic szerződtette. 2016. július 1-jén az első osztályú Athletic Bilbao együtteséhez igazolt. Először a 2016. augusztus 21-ei, Sporting Gijón ellen 2–1-re elvesztett mérkőzés 75. percében, Mikel San José Domínguez cseréjeként lépett pályára. Első gólját 2017. október 14-én, a Sevilla ellen 1–0-ra megnyert találkozón szerezte meg. A 2016–17-es szezon második felében a Sporting Gijón, míg a 2018–19-es szezonban a Leganés csapatát erősítette kölcsönben.

## Statisztikák
2023. április 8. szerint
| Klub                        | Szezon   | Osztály  | Bajnokság | Bajnokság | Kupa és Ligakupa | Kupa és Ligakupa | Nemzetközi | Nemzetközi | Összesen | Összesen |
| Klub                        | Szezon   | Osztály  | Meccs     | Gól       | Meccs            | Gól              | Meccs      | Gól        | Meccs    | Gól      |
| --------------------------- | -------- | -------- | --------- | --------- | ---------------- | ---------------- | ---------- | ---------- | -------- | -------- |
| Athletic Bilbao             | 2016–17  | La Liga  | 6         | 0         | 1                | 0                | 1          | 0          | 8        | 0        |
| Athletic Bilbao             | 2017–18  | La Liga  | 12        | 1         | 2                | 0                | 7          | 0          | 21       | 1        |
| Athletic Bilbao             | 2019–20  | La Liga  | 20        | 0         | 7                | 0                | —          | —          | 27       | 0        |
| Athletic Bilbao             | 2020–21  | La Liga  | 30        | 0         | 6                | 0                | —          | —          | 36       | 0        |
| Athletic Bilbao             | 2021–22  | La Liga  | 32        | 2         | 7                | 0                | —          | —          | 39       | 2        |
| Athletic Bilbao             | 2022–23  | La Liga  | 27        | 3         | 9                | 1                | —          | —          | 36       | 4        |
| Athletic Bilbao             | Összesen | Összesen | 127       | 6         | 32               | 1                | 8          | 0          | 167      | 7        |
| Sporting Gijón (kölcsönben) | 2016–17  | La Liga  | 17        | 1         | 0                | 0                | —          | —          | 17       | 1        |
| Leganés (kölcsönben)        | 2018–19  | La Liga  | 26        | 1         | 2                | 0                | —          | —          | 28       | 1        |
| Összesen                    | Összesen | Összesen | 170       | 8         | 34               | 1                | 8          | 0          | 212      | 9        |

## Sikerei, díjai
Athletic Club
- Copa del Rey
  - Döntős (2): 2019–20, 2020–21

- Spanyol Szuperkupa
  - Győztes (1): 2020
  - Döntős (1): 2021